# Пальчевская, Ольга Сергеевна
Ольга Сергеевна Пальчевская (бел. Вольга Сяргееўна Пальчэўская; род. 6 декабря 1984, Минск, БССР) — белорусская волейболистка и волейбольный тренер, связующая.

## Биография
Начала заниматься волейболом в 10-летнем возрасте в минской СДЮСШОР у тренера Олега Сидельникова. Через 4 года была принята РУОР города Минска. С 2004 на протяжении двух сезонов выступала за минскую «Славянку», с которой в сезоне 2004/05 выиграла Кубок и чемпионат Беларуси, а спустя год — «бронзу» национального чемпионата. После двух сезонов, проведённых в Польше, вернулась в Беларусь, где уже в составе столичной «Минчанки» в 2010 году стала двукратной чемпионкой страны. С 2010 играла в России за новоуренгойский «Факел» и в Азербайджане за бакинский «Локомотив», с которым в 2012 выиграла Кубок вызова ЕКВ. С 2013 вновь выступала за белорусские команды, а в 2018 году из-за травмы закончила игровую карьеру.
В 2001—2003 играла за юниорскую и молодёжную сборные страны. Бронзовый призёр чемпионата Европы среди девушек 2001 и молодёжного чемпионата Европы 2002. С 2003 года на протяжении 15 лет выступала за национальную сборную Беларуси, в составе которой приняла участие в финальных турнирах четырёх чемпионатов Европы (2007, 2009, 2013, 2017).
В 2019 перешла на тренерскую работу. В 2019—2021 возглавляла молодёжную сборную Беларуси, которую в 2020 привела к бронзовым наградам молодёжного чемпионата Европы. Затем на протяжении двух сезонов — главный тренер фарм-команды ВК «Минчанка», а с 2023 — главный тренер уже основной команды «Минчанка». В 2022—2023 входила в тренерский штаб сборной Беларуси.

### Игровая карьера
- 2004—2006 —  «Славянка» (Минск);
- 2006—2008 —  «АЗС Белосток» (Белосток);
- 2008—2010 —  «Минчанка» (Минск);
- 2010—2011 —  «Факел» (Новый Уренгой);
- 2011—2013 —  «Локомотив» (Баку);
- 2013—2014 —  «Минчанка» (Минск);
- 2014—2016 —  «Надежда» (Гомель);
- 2016—2017 —  «Атлант» (Барановичи);
- 2017—2018 —  «Минчанка» (Минск).

### Тренерская карьера
- 2019—2021 —  молодёжная сборная Беларуси — главный тренер;
- 2021—2023 —  «Минчанка»-2 (Минск) — главный тренер;
- 2022—2023 —  сборная Беларуси — тренер;
- с 2023 —  «Минчанка» (Минск) — главный тренер.

## Игровые достижения

### Клубные
- 3-кратная чемпионка Беларуси — 2005, 2010, 2018;
  - двукратный серебряный (2009, 2014) и бронзовый (2006) призёр чемпионатов Беларуси.
- двукратный победитель розыгрышей Кубка Беларуси — 2004, 2018.
- двукратный обладатель Суперкубка Беларуси — 2017, 2018.
- серебряный призёр розыгрыша Кубка Европейской конфедерации волейбола 2018.
- победитель розыгрыша Кубка вызова ЕКВ 2012.

### Со сборными Беларуси
- бронзовый призёр молодёжного чемпионата Европы 2002.
- бронзовый призёр чемпионата Европы среди девушек 2001.

## Тренерские достижения

### Клубные
- чемпионка Беларуси 2024.
- победитель розыгрышей Кубка Беларуси 2023.
- обладатель Суперкубка Беларуси 2023.

### Со сборными Беларуси
- бронзовый призёр молодёжного чемпионата Европы 2020.